# Hugo von Kayser
Hugo von Kayser, nemški general, * 15. junij 1873, † 23. september 1949.